# جورج هنري أبوت
جورج هنري أبوت (بالإنجليزية: George Henry Abbott)‏ هو جراح أسترالي، ولد في 1867 في سيدني في أستراليا، وتوفي في 1942 في شاتسوود ‏ في أستراليا.